# Partecipanti alla Vuelta a España 2009
Elenco dei partecipanti alla Vuelta a España 2009.
Alla competizione presero parte 22 squadre. Ognuna di esse era composta da 9 corridori, per un totale di 198 ciclisti.

## Corridori per squadra
| Euskaltel-Euskadi           | Euskaltel-Euskadi           | Euskaltel-Euskadi           | Contentpolis-Ampo      | Contentpolis-Ampo        | Contentpolis-Ampo      | Silence-Lotto                | Silence-Lotto                | Silence-Lotto                |
| --------------------------- | --------------------------- | --------------------------- | ---------------------- | ------------------------ | ---------------------- | ---------------------------- | ---------------------------- | ---------------------------- |
| 1                           | Samuel Sánchez              | 2º                          | 81                     | Julián Sánchez Pimienta  | 79º                    | 161                          | Cadel Evans                  | 3º                           |
| 2                           | Igor Antón                  | 33º                         | 82                     | Javier Benítez           | 116º                   | 162                          | Christophe Brandt            | 125º                         |
| 3                           | Aitor Hernández             | 96º                         | 83                     | Sergio Domínguez Muñoz   | R 19ª                  | 163                          | Francis De Greef             | 21º                          |
| 4                           | Iñaki Isasi                 | 71º                         | 84                     | Oscar García-Casarrubios | R 6ª                   | 164                          | Mickaël Delage               | 73º                          |
| 5                           | Markel Irizar               | 114º                        | 85                     | Mikel Gaztañaga          | R 9ª                   | 165                          | Philippe Gilbert             | 54º                          |
| 6                           | Egoi Martínez               | 52º                         | 86                     | Francisco José Pacheco   | 121º                   | 166                          | Olivier Kaisen               | 86º                          |
| 7                           | Alan Pérez                  | 92º                         | 87                     | Adrián Palomares         | 45º                    | 167                          | Matthew Lloyd                | 50º                          |
| 8                           | Rubén Pérez                 | 98º                         | 88                     | Aitor Pérez              | 111º                   | 168                          | Jürgen Roelandts             | 19º                          |
| 9                           | Amets Txurruka              | 29º                         | 89                     | Manuel Vázquez           | 15º                    | 169                          | Charles Wegelius             | R 4ª                         |
| AG2R La Mondiale            | AG2R La Mondiale            | AG2R La Mondiale            | Française des Jeux     | Française des Jeux       | Française des Jeux     | Team Columbia-HTC            | Team Columbia-HTC            | Team Columbia-HTC            |
| 11                          | Tadej Valjavec              | 30º                         | 91                     | Sandy Casar              | R 14ª                  | 171                          | André Greipel                | 107º                         |
| 12                          | José Luis Arrieta           | 81º                         | 92                     | Sébastien Chavanel       | R 13ª                  | 172                          | Michael Albasini             | R 11ª                        |
| 13                          | Aleksandr Efimkin           | R 17ª                       | 93                     | Mickaël Chérel           | 25º                    | 173                          | Bert Grabsch                 | NP 18ª                       |
| 14                          | John Gadret                 | R 11ª                       | 94                     | Rémy Di Grégorio         | 51º                    | 174                          | Adam Hansen                  | 94º                          |
| 15                          | Sébastien Hinault           | 69º                         | 95                     | Arnaud Gérard            | 105º                   | 175                          | Greg Henderson               | 123º                         |
| 16                          | Julien Loubet               | R 18ª                       | 96                     | Timothy Gudsell          | 136º                   | 176                          | Kim Kirchen                  | NP 6ª                        |
| 17                          | Rinaldo Nocentini           | R 13ª                       | 97                     | Matthieu Ladagnous       | 63º                    | 177                          | František Raboň              | 134º                         |
| 18                          | Christophe Riblon           | 46º                         | 98                     | Anthony Roux             | 120º                   | 178                          | Vicente Reynés               | 103º                         |
| 19                          | Ludovic Turpin              | 64º                         | 99                     | Wesley Sulzberger        | 117º                   | 179                          | Marcel Sieberg               | 122º                         |
| Andalucía-Cajasur           | Andalucía-Cajasur           | Andalucía-Cajasur           | Fuji-Servetto          | Fuji-Servetto            | Fuji-Servetto          | Team Milram                  | Team Milram                  | Team Milram                  |
| 21                          | Xavier Tondó                | R 14ª                       | 101                    | Juan José Cobo           | 10º                    | 181                          | Gerald Ciolek                | R 18ª                        |
| 22                          | Manuel Calvente             | 47º                         | 102                    | Eros Capecchi            | R 13ª                  | 182                          | Linus Gerdemann              | NP 12ª                       |
| 23                          | José Antonio López          | R 10ª                       | 103                    | David de la Fuente       | 24º                    | 183                          | Christian Knees              | 43º                          |
| 24                          | Francisco José Martínez     | 75º                         | 104                    | Jesús del Nero           | 66º                    | 184                          | Dominik Roels                | 83º                          |
| 25                          | Manuel Ortega               | R 6ª                        | 105                    | Arkaitz Durán            | 40º                    | 185                          | Thomas Rohregger             | NP 10ª                       |
| 26                          | Antonio Piedra              | 78º                         | 106                    | Beñat Intxausti          | 60º                    | 186                          | Matthias Russ                | 90º                          |
| 27                          | Javier Ramírez              | 62º                         | 107                    | Fredrik Kessiakoff       | 72º                    | 187                          | Björn Schröder               | R 13ª                        |
| 28                          | Jesús Rosendo               | 106º                        | 108                    | Robert Kišerlovski       | NP 5ª                  | 188                          | Martin Velits                | 95º                          |
| 29                          | José Ruiz Sánchez           | 118º                        | 109                    | Davide Viganò            | R 13ª                  | 189                          | Paul Voss                    | 99º                          |
| Astana                      | Astana                      | Astana                      | Team Garmin-Slipstream | Team Garmin-Slipstream   | Team Garmin-Slipstream | Team Saxo Bank               | Team Saxo Bank               | Team Saxo Bank               |
| 31                          | Haimar Zubeldia             | 14º                         | 111                    | Tom Danielson            | R 18ª                  | 191                          | Andy Schleck                 | R 8                          |
| 32                          | Asan Bazaev                 | 130º                        | 112                    | Julian Dean              | 132º                   | 192                          | Kurt Asle Arvesen            | 108º                         |
| 33                          | Jesús Hernández             | 19º                         | 113                    | Tyler Farrar             | NP 12ª                 | 193                          | Matti Breschel               | 68º                          |
| 34                          | Chris Horner                | NP 5ª                       | 114                    | Ryder Hesjedal           | NP 18ª                 | 194                          | Fabian Cancellara            | R 14ª                        |
| 35                          | Maksim Iglinskij            | NP 18ª                      | 115                    | Martijn Maaskant         | 135º                   | 195                          | Jakob Fuglsang               | 56º                          |
| 36                          | Daniel Navarro              | 13º                         | 116                    | Daniel Martin            | 35º                    | 196                          | Aleksandr Kolobnev           | 31º                          |
| 37                          | José Luis Rubiera           | R 12ª                       | 117                    | Christian Meier          | NP 18ª                 | 197                          | Karsten Kroon                | 76º                          |
| 38                          | Michael Schär               | 110º                        | 118                    | David Millar             | 80º                    | 198                          | Stuart O'Grady               | NP 17ª                       |
| 39                          | Aleksandr Vinokurov         | R 12ª                       | 119                    | Svein Tuft               | R 15ª                  | 199                          | Fränk Schleck                | NP 11ª                       |
| Bbox Bouygues Telecom       | Bbox Bouygues Telecom       | Bbox Bouygues Telecom       | Lampre-N.G.C.          | Lampre-N.G.C.            | Lampre-N.G.C.          | Vacansoleil Pro Cycling Team | Vacansoleil Pro Cycling Team | Vacansoleil Pro Cycling Team |
| 41                          | Pierrick Fédrigo            | R 12ª                       | 121                    | Damiano Cunego           | NP 17ª                 | 201                          | Matteo Carrara               | 37º                          |
| 42                          | Giovanni Bernaudeau         | R 8ª                        | 122                    | Alessandro Ballan        | NP 17ª                 | 202                          | Borut Božič                  | 102º                         |
| 43                          | Olivier Bonnaire            | 48º                         | 123                    | Emanuele Bindi           | 128º                   | 203                          | Johnny Hoogerland            | 12º                          |
| 44                          | William Bonnet              | 109º                        | 124                    | Vitalij Buc              | NP 12ª                 | 204                          | Sergey Lagutin               | 104º                         |
| 45                          | Franck Bouyer               | R 13ª                       | 125                    | Enrico Gasparotto        | 82º                    | 205                          | Björn Leukemans              | R 18                         |
| 46                          | Damien Gaudin               | 139º                        | 126                    | Marco Marzano            | R 14ª                  | 206                          | Marco Marcato                | R 12ª                        |
| 47                          | Vincent Jérôme              | R 8ª                        | 127                    | Massimiliano Mori        | 133º                   | 207                          | Jens Mouris                  | 138º                         |
| 48                          | Laurent Lefèvre             | R 9ª                        | 128                    | Paolo Tiralongo          | 8º                     | 208                          | Matthé Pronk                 | 124º                         |
| 49                          | Matthieu Sprick             | 57º                         | 129                    | Francesco Tomei          | R 12ª                  | 209                          | Lieuwe Westra                | 87º                          |
| Caisse d'Epargne            | Caisse d'Epargne            | Caisse d'Epargne            | Liquigas               | Liquigas                 | Liquigas               | Xacobeo Galicia              | Xacobeo Galicia              | Xacobeo Galicia              |
| 51                          | Alejandro Valverde          | 1º                          | 131                    | Ivan Basso               | 4º                     | 211                          | Ezequiel Mosquera            | 5º                           |
| 52                          | Imanol Erviti               | 100º                        | 132                    | Daniele Bennati          | 84º                    | 212                          | Gustavo César Veloso         | 41º                          |
| 53                          | José Vicente García         | 137º                        | 133                    | Maciej Bodnar            | 131º                   | 213                          | Gustavo Domínguez            | 77º                          |
| 54                          | Vasil' Kiryenka             | 16º                         | 134                    | Kjell Carlström          | 91º                    | 214                          | Alberto Fernández            | NP 12ª                       |
| 55                          | Daniel Moreno               | 11º                         | 135                    | Roman Kreuziger          | 61º                    | 215                          | David García Dapena          | 23º                          |
| 56                          | David López García          | 42º                         | 136                    | Manuel Quinziato         | 126º                   | 216                          | David Herrero                | 28º                          |
| 57                          | Francisco Pérez             | 88º                         | 137                    | Fabio Sabatini           | 115º                   | 217                          | Serafín Martínez             | 39º                          |
| 58                          | Joaquim Rodríguez           | 7º                          | 138                    | Sylwester Szmyd          | 17º                    | 218                          | Gonzalo Rabuñal              | 67º                          |
| 59                          | Xabier Zandio               | 112º                        | 139                    | Oliver Zaugg             | 70º                    | 219                          | Ėduard Vorganov              | 26º                          |
| Cervélo Test Team           | Cervélo Test Team           | Cervélo Test Team           | Quick Step             | Quick Step               | Quick Step             |                              |                              |                              |
| 61                          | Íñigo Cuesta                | 35º                         | 141                    | Tom Boonen               | R 13ª                  |                              |                              |                              |
| 62                          | Philip Deignan              | 9º                          | 142                    | Carlos Barredo           | R 9ª                   |                              |                              |                              |
| 63                          | Xavier Florencio            | 59º                         | 143                    | Allan Davis              | R 9ª                   |                              |                              |                              |
| 64                          | Simon Gerrans               | R 13ª                       | 144                    | Kevin De Weert           | 20º                    |                              |                              |                              |
| 65                          | José Á. Gómez Marchante     | 22º                         | 145                    | Stijn Devolder           | 85º                    |                              |                              |                              |
| 66                          | Roger Hammond               | 97º                         | 146                    | Matteo Tosatto           | R 19ª                  |                              |                              |                              |
| 67                          | Ignatas Konovalovas         | NP 14ª                      | 147                    | Marco Velo               | 93º                    |                              |                              |                              |
| 68                          | Gabriel Rasch               | 101º                        | 148                    | Wouter Weylandt          | NP 17ª                 |                              |                              |                              |
| 69                          | Dominique Rollin            | R 13ª                       | 149                    | Maarten Wynants          | 113º                   |                              |                              |                              |
| Cofidis, Le Credit en Ligne | Cofidis, Le Credit en Ligne | Cofidis, Le Credit en Ligne | Rabobank               | Rabobank                 | Rabobank               |                              |                              |                              |
| 71                          | David Moncoutié             | 27º                         | 151                    | Óscar Freire             | R 13ª                  |                              |                              |                              |
| 72                          | Mickaël Buffaz              | 89º                         | 152                    | Lars Boom                | 55º                    |                              |                              |                              |
| 73                          | Jean-Eudes Demaret          | 127º                        | 153                    | Juan Manuel Gárate       | 38º                    |                              |                              |                              |
| 74                          | Leonardo Duque              | 32º                         | 154                    | Robert Gesink            | 6º                     |                              |                              |                              |
| 75                          | Julien El Fares             | 49º                         | 155                    | Tom Leezer               | 129º                   |                              |                              |                              |
| 76                          | Bingen Fernández            | 58º                         | 156                    | Paul Martens             | R 12ª                  |                              |                              |                              |
| 77                          | Amaël Moinard               | 18º                         | 157                    | Koos Moerenhout          | 36º                    |                              |                              |                              |
| 78                          | Damien Monier               | 65º                         | 158                    | Bram Tankink             | 34º                    |                              |                              |                              |
| 79                          | Rein Taaramäe               | 74º                         | 159                    | Pieter Weening           | 44º                    |                              |                              |                              |

## Ciclisti per nazione
Le nazionalità rappresentate nella manifestazione sono 31; in tabella il numero dei ciclisti suddivisi per la propria nazione di appartenenza:
| Numero ciclisti | Nazione                                                                                   |
| --------------- | ----------------------------------------------------------------------------------------- |
| 61              | Spagna                                                                                    |
| 28              | Francia                                                                                   |
| 19              | Italia                                                                                    |
| 12              | Paesi Bassi                                                                               |
| 11              | Belgio, Germania                                                                          |
| 7               | Australia                                                                                 |
| 4               | Canada, Svizzera, Stati Uniti                                                             |
| 3               | Gran Bretagna, Kazakistan, Lussemburgo, Russia                                            |
| 2               | Danimarca, Irlanda, Nuova Zelanda, Norvegia, Polonia, Rep. Ceca, Slovenia, Ucraina        |
| 1               | Austria, Bielorussia, Colombia, Croazia, Estonia, Finlandia, Lituania, Slovacchia, Svezia |